# Orrviken
Orrviken är en tätort i Sunne distrikt (Sunne socken) i Östersunds kommun.

## Befolkningsutveckling
| Befolkningsutvecklingen i Orrviken 1980–2020 | Befolkningsutvecklingen i Orrviken 1980–2020 | Befolkningsutvecklingen i Orrviken 1980–2020 | Befolkningsutvecklingen i Orrviken 1980–2020 | Befolkningsutvecklingen i Orrviken 1980–2020 |
| -------------------------------------------- | -------------------------------------------- | -------------------------------------------- | -------------------------------------------- | -------------------------------------------- |
|                                              |                                              |                                              |                                              |                                              |
| År                                           |                                              |                                              | Folkmängd                                    | Areal (ha)                                   |
| 1980                                         | 1980                                         |                                              | 264                                          |                                              |
| 1990                                         | 1990                                         |                                              | 252                                          | 54                                           |
| 1995                                         | 1995                                         |                                              | 234                                          | 55                                           |
| 2000                                         | 2000                                         |                                              | 260                                          | 55                                           |
| 2005                                         | 2005                                         |                                              | 239                                          | 55                                           |
| 2010                                         | 2010                                         |                                              | 262                                          | 55                                           |
| 2015                                         | 2015                                         |                                              | 289                                          | 73                                           |
| 2020                                         | 2020                                         |                                              | 309                                          | 74                                           |
| Anm.: Ny tätort 1980                         |                                              |                                              |                                              |                                              |

## Näringsliv
I Orrviken finns turistföretaget Moose Garden.